# به‌کارگیرنده دومیزبانه لنفوسیت تی

ساختار مولکول بایتز V_{H}: زنجیره سنگین نواحی متغیر V_{L}: زنجیرهٔ سبک نواحی متغیر ویژگی‌های مختلف با رنگ‌ها و اشکال مختلف مشخص شده‌است. فلش‌ها از پایانه-N به پایانه-C اشاره می‌کنند.

به‌کارگیرندهٔ دومیزبانهٔ لنفوسیت تی (انگلیسی: Bi-specific T-cell engager) یا به اختصار «بایتز» (BiTEs) گروهی از آنتی‌بادی‌های مونوکلونال دومیزبانه ساخت دست بشر هستند که برای استفاده در درمان سرطان مورد پژوهش و آزمایش هستند. این داروها سیستم ایمنی میزبان، به ویژه فعالیت سیتوتوکسیک لنفوسیت‌های تی را متوجهٔ سلول‌های سرطانی می‌کنند و آنها را بدین منظور به‌کار می‌گیرند. «بایت» (BiTE) یک علامت تجاری ثبت‌شده شرکت داروسازی میکرومت ای‌جی (شرکت تابعهٔ امژن) است.
مولکول‌های بایتز پروتئین‌های پیوندی هستند که از دو قطعه متغیر تک‌زنجیره‌ای (scFvs) از آنتی‌بادی‌های مختلف، یا توالی اسیدهای آمینه از چهار ژن مختلف، بر روی یک زنجیره پپتیدی منفرد ۵۵ کیلودالتونی تشکیل شده‌اند. یکی از این دو قطعه متغیر تک‌زنجیره‌ای از طریق گیرنده CD3 به لنفوسیت‌های تی متصل می‌شود و دیگری از طریق یک مولکول اتصالی خاص تومور، به سلول سرطانی متصل می‌شود.

## نحوه عملکرد
مانند سایر آنتی‌بادی‌های دومیزبانه، و برخلاف آنتی‌بادی‌های مونوکلونال معمولی، مولکول‌های بایتز پیوندی بین لنفوسیت‌های تی و سلول‌های تومور ایجاد می‌کند. این باعث می‌شود لنفوسیت‌های تی با تولید پروتئین‌هایی مانند پرفورین و گرانزیم‌ها، مستقل از حضور مجموعه سازگاری بافتی اصلی کلاس یک یا مولکول‌های تحریک کننده، فعالیت سیتوتوکسیک خود را روی سلول‌های سرطانی اعمال کنند. این پروتئین‌ها وارد سلول‌های تومور شده و آپوپتوز سلول را آغاز می‌کنند.
این عمل تقلیدی از فرآیندهای فیزیولوژیکی مشاهده‌شده در طول حملات لنفوسیت‌های تی علیه سلول‌های تومور است.

## مولکول‌های بایتز در دست بررسی یا تاییدشده
چندین مولکول بایت در حال حاضر در آزمایش‌های پیش‌بالینی و بالینی برای ارزیابی اثربخشی درمانی و بی‌خطری‌شان در دست بررسی هستند یا آنکه مراحل تأیید نهایی را پشت سر گذاشته‌اند.

### بلیناتومومَب
این دارو لنفوسیت‌های تی را با گیرنده‌های CD19 موجود در سطح لنفوسیت‌های بی پیوند می‌دهد. سازمان غذا و داروی آمریکا و آژانس دارویی اروپا این دارو را برای بزرگسالان مبتلا به لوسمی لنفوبلاستیک حاد مقاوم‌به‌درمان یا عودکننده در سلول‌های پیش‌ساز لنفوسیت B که کروموزوم فیلادلفیا ندارند، تأیید کردند.

### گلوفیتامَب
این دارو یک جفت‌کننده دومیزبانه سلول لنفوسیت تی CD3 با هدایت CD20 است که برای استفاده درمانی در کانادا در مارس ۲۰۲۳، در ایالات متحده آمریکا در ژوئن ۲۰۲۳، و در اتحادیه اروپا در ژوئیه ۲۰۲۳ تأیید شد.

### موسانتوزومَب
این دارو نیز به‌طور همزمان به CD3 و CD20 متصل می‌شود و لنفوسیت تی را به‌کار می‌گیرد. موسانتوزومَب در ژوئن ۲۰۲۲ برای استفاده پزشکی در اتحادیه اروپا تأیید شد.

### سالیتومَب
این دارو لنفوسیت‌های تی را با آنتی‌ژن مولکول اتصالی سلول اپیتلیال متصل می‌کند که در سرطان‌های روده بزرگ، معده، پروستات، تخمدان، ریه و پانکراس بیان می‌شود.

### تالکوتامَب
یک آنتی‌بادی مونوکلونال است که در درمان مولتیپل میلوما به‌کار می‌رود و در در اوت ۲۰۲۳ در ایالات متحده آمریکا و اتحادیه اروپا تأیید شد.

### تارلاتامَب
این دارو برای درمان سرطان ریه از نوع «سلول کوچک» که پیش‌تر شیمی‌درمانی شده‌اند، نویدبخش بوده‌است.

### تیبنتِـفاسپ
پس از کارآزمایی‌های بالینی، سازمان غذا و داروی آمریکا در ژانویه ۲۰۲۲، این دارو را (که پپتید gp100 را هدف قرار می‌دهد) برای بیماران بزرگسال مبتلا به مثبت با ملانوم یووه‌آی غیرقابل جراحی یا متاستاز داده که مولکول HLA-A*02:01 آن مثبت باشد، تأیید کرد.